# جمعية تبيان
الجمعية العلمية السعودية للقرآن الكريم وعلومه (تبيان) وتعرف اختصاراً بـ (تبيان) إحدى الجمعيات العلمية السعودية التي تتبع الجامعات ، ومقرها كلية أصول الدين بجامعة الإمام محمد بن سعود الإسلامية، وتمارس نشاطاتها المتعلقة بالقرآن الكريم وعلومه، وتعمل على تطوير العلوم والمعارف النظرية والتطبيقية وتمارس نشاطاتها المتعلقة بالقرآن الكريم وعلومه، وتعمل على تطوير العلوم والمعارف النظرية والتطبيقية، وتقديم الاستشارات والدراسات للقطاعات العامة والخاصة، وفق الأحكام التي تضمنتها القواعد المنظمة للجمعيات العلمية في الجامعات السعودية وهي جمعية علمية غير ربحية.

## نشأة الجمعية
جاءت فكرة إنشاء الجمعية العلمية السعودية للقرآن الكرم وعلومه (تبيان) لتلبي الحاجة الملحة والمستمرة لإنشاء جمعية علمية متخصصة تجمع المتخصصين والمهتمين بالدراسات القرآنية، لك يتم من خلالها تبادل الخبرات فيما بينهم، ويقدمون كل ما من شأنه الرقي بالأداء العلمي والمهني لأعضاء الجمعية.

## رؤية الجمعية ورسالتها
تتمثل رؤية الجمعية في أن تكون المؤسسة العلمية الأولى في خدمة المتخصصين في القرآن الكريم وعلومه، ورف أدء وتطوير الأفراد والمؤسسات العاملة في مجال تخصص الجمعية. ووتمثل الرسالة تقديم برامج علمية أكاديمية واستشارية وتدريبية للمتخصصين، والمهتمين بالقرآن الكريم وعلومه أفراداً كانوا أو مؤسسات وتحقيق الريادة بإيجاد بيئة بحثية متميزة مبنية أسس على علمية مؤصلة لدراسة القرآن الكريم على كافة المناحي العلمية مرتبطة بالمستجدات المعاصرة.

## أهداف الجمعية
الأهداف العامة للجمعية
تهدف الجمعية العلمية السعودية للقرآن الكريم وعلومه إلى ما يلي:
- خدمة كتاب الله عز وجل ونشر هديه وعلومه بين الناس.
- التأصيل العلمي في مجال التخصص والعمل على تنميته وتطويره وتنظيمه وتنشيطه.
- تطوير الأداء العلمي والمهني لأعضاء الجمعية والمهتمين بنشاطها.
- متابعة الدراسات الحديثة في القرآن وعلومه والاستفادة منها.
- العمل على نشر البحوث والدراسات والرسائل العلمية (الماجستير والدكتوراه) في الدراسات القرآنية.
- تقديم المشورة العلمية في مجال التخصص.
- تحقيق التواصل العلمي لأعضاء الجمعية والمهتمين بنشاطها.
- تيسير تبادل النتاج العلمي في مجال اهتمامات الجمعية بين الهيئات والمؤسسات المعنية داخل المملكة وخارجها والتعاون معها.
- العناية بالتراث العلمي في القراءات والتفسير وعلوم القرآن في مكتبات العالم، جمعاً وتحقيقاً ودراسة ونشراً.[2][7]

## الفئات الستهدفة
- أعضاء الجمعية عموماً.
- المتخصصون والمتخصصات في الدراسات القرآنية.
- الجمعيات والمؤسسات والمدارس المتخصصة في خدمة القرآن الكريم.
- فئات المجتمع عموماً فيما يتعلق بالتخصص.

## برامج الجمعية
تنقسم البرامج التي ترعها وتنفذها الجمعية إلى أقسام وهي:

### البرامج العلمية
وهي عبارة عن منهج علمي يدرسه الطلاب حسب المراحل، وهو منهج مصاحب للقرآن الكريم في المواد التالية:-
(القرآن الكريم وعلومه ـ علم التجويد ـ التفسير وعلومه ـ السيرة النبوية في القرآن الكريم ـ العقيدة ـ الفقه ـ الأذكار ـ الحديث) حسب البرنامج المرفق.

### البرامج التربوية العلمية
وهي عبارة عن سلسلة من الندوات واللقاءات والمؤتمرات وورش العمل والدورات التدريبية والملتقيات والدروس والمحاضرات التربوية التي تعالج وتربي القضايا المجتمع المختلفة (كالأخلاق والسلوك ـ الاهتمام بالجانب الروحي والإيماني «الرقائق» ـ الترغيب والترهيب ـ المفاهيم الصحيحة ـ الآداب الشرعية ـ الوقوف على السيرة النبوية تربوياً لاستخراج الدروس والعبر المستفادة منها الجانب الدعوي المنهجي) حسب البرنامج المرفق
ويعتبر هذين البرنامجين الجانب النظري للبرامج التربوية العلمية.
والبرامج الأخرى التي ستذكر هي البرامج العملية التنفيذية التي تخدم الجانب العلمي والتربوي لدى المجتمع.

### البرامج الثقافية العلمية
وهي عبارة عن أنشطة تقوم بإكساب المجتمع المهارات المختلفة، وتروح على أنفسهم وتجدد نشاطهم وحماسهم للاهتمام بالجوانب العلمية وحفظ القرآن الكريم ومعرفة تفسيره.

#### أهداف البرامج الثقافية والعلمية
أ) الاستفادة من المسابقات القرآن الكريم والمسابقات الثقافية العامة في تنمية واكتشاف المواهب الطلابية لدى وأفراد المجتمع.
ب) تنمية الحصيلة الثقافية لدى الطلاب وصقل مواهبهم.
ج) تدريب وتعويد الطلاب والمجتمع على القراءة والبحث والاطلاع على المعارف العامة.
د) حث الطلاب وأفراد المجتمع على الإنتاج والابتكار والمشاركة في مختلف الأنشطة الثقافية.
هـ) الاستفادة من الأنشطة الثقافية في تربية وتوجيه الطلاب عملياً.
- ويتم تحقيق الأهداف السابقة بالوسائل التالية:-

1- المسابقات الثقافية العلمية: وهي أنواع كثيرة؛ ومنها على سبيل المثال لا الحصر:-
أ) تفريغ أشرطة السي دي (CD) / يراعى فيها:-
ا- اختيار الشريط المناسب وحسب الموضوع الذي يستفيد منه الطلاب وأفراد المجتع مع وضع هدف سهل قياسي.
2- حث الطلاب وأفراد المجتمع على اقتناء السي دي (CD) وتوفيره في مراكز الأحياء ليسهل الحصول عليه.
3- وضع بنود للمسابقة (الخط والترتيب – أسئلة للإجابة عليها – سؤال التميز والذكاء).
4- مناقشة الموضوع مهمة لمعرفة مدى الاستفادة منه.
5- حث الطلاب وأفراد المجتمع على الاحتفاظ بالمادة التي تم تفريغها ليستفيد منها مستقبلاً.
ب) تلخيص الكتب / ويراعى فيها نفس ما ذكر في الشريط السي دي (CD).
ج) مسابقة البحوث العلمية / «وتكون للمراحل المتقدمة»، وهي تكون في البحث عن مأسلة معينة أو في القضايا المعاصرة بحثاً علمياً مدعماً بالدليل الشرعي، وينبغي مراعاة التالي:-
1- أن يتناسب البحث مع طلبة العلم وطلاب مراحل التعليم المتقدمة وأفراد المجتمع.
2- تحديد مادة البحث والهدف منه.
3- توفير المراجع ودلُّ الطلاب عليها وإتاحة فرصة مناسبة.
4- وضع شروط للبحث ومعايير للتقويم.
5- الاهتمام بنوعية الجائزة ليكون حافزاً لاستمرار الطلاب وأفراد المجتمع لعملية البحث.
2- المؤتمرات العلمية:
المؤتمرات المحلية والدولية: برنامجٌ عام ويكون مجال الحضور فيه مفتوحاً والمشاركة فيه ايضاً ويدعى العلماء وطلبة العلم، وبعض الوجهاء...الخ.
ويتناول هذا البرنامج الجانب العلمي للموضوع المقترح فيه
ويتم هذا البرنامج من خلال:
1- استضافة العلماء وطلبة العلم والأدباء والتنسيق معهم أو يكونوا جزءاً من البرنامج.
2- الاستفادة من المؤتمرات التي شارك فيها العلماء وطلبة العلم.
3- المحاضرات: وهي نوعين:-
أ) محاضرات خاصة بالطلاب يستضاف لها شخصيات ودعاة وطلبة علم.
ب) المحاضرات العامة المقامة في المساجد المجاورة لبعض الدعاة والمشايخ.
	4- الدروس: وهي الدروس الخاصة بالطلاب على مستوى مراحل التعليم (تربوياً – علمياً).
5- الندوات العلمية: وهو أن يعد مجموعة من المشايخ ندوةً في موضوعٍ معين، ويشارك فيه الجميع ويلقى كالتالي:-
أ) لطلاب الجامعات.
ب) لطلاب المراحل التعليم في أحد القاعات بالمحافظة؛ كخروج دعوي ونشاط مشترك بين المدارس.
ج) في مسجد الحي الذي فيه مراكز الأحياء إذا كانت مناسبة.

## البرامج الإجتماعية
لبرامج الاجتماعية من أهم الأنشطة التي يمكن أن تقوم بها الجمعية العلمية السعودية من أجل نزع الرتابة والملل من نفوس الطلاب وأفراد المجتمع والترويح عنهم وإدخال السرور إلى أنفسهم ولتحقيق شيءٍ من التوازن في عملية البناء التربوي كما جاء في الحديث (قم ونم وصم وأفطر فإن لجسدك عليك حقاً وإن لنفسك عليك حقا وإن..الحديث).
وهي أيضاً فرصةٌ لتعرف على شخصياتهم الإيجابية والسلبية.

### أهداف البرامج الاجتماعية
1) توجيه الطلاب والمجتمع إلى السلوك الأفضل.
2) تنمية روح الحب والتعاون والعمل الجماعي المثمر لدى الطلاب وتربيتهم على ذلك.
3) تكوين علاقات اجتماعية مختلفة بين طلاب ومراكز الأحياء ومدرسيهم ومجتمعهم.
4) تنمية الشعور بالأخوة والانتماء والجدية والحرص على خدمة الآخرين.
1- أنشطة خدمة المجتمع؛ ومنها:-
أ) مسابقات التفسير وعلوم القرآن الكريم بين أفراد المجتمع.
ب) مسابقات التفسير وعلوم القرآن الثقافية الأسرية الاجتماعية.
ج) المسابقات البحثية العلمية ونشر التراث القرآني.
2ـ مسابقات التفسير وعلوم القرآن الكريم الالكترونية: ـ
وفكرتها إعداد أسئلة إلكترونية في مختلف علوم القرآن وتفسيره وتطبع على ورقة حجم A4 ويتم الإعلان عنها إلكترونيا والإجابة عليها مع مراعاة الآتي:
1- اختيار أسئلة مفيدة وهادفة ونافعة تتعلق بالتفسير وعلوم القرآن.
2- أن تناسب جميع أفراد المجتمع والتدرج فيها أو جعل مسابقة خاصة لكل مرحلة.
3- وضع سؤال التميز لكشف المواهب القدرات.
4- وضع شروط للمسابقة وتحديد المدة وذكر جوائز المسابقة.
3- مسابقة البحوث الالكترونية:
«لجميع أفراد المجتمع»، وهي البحث عن مسألة معينة أو قضية معاصرة بحثاً علمياً مدعماً بالدليل النبوي، وينبغي مراعاة التالي:-
1- أن يتناسب البحث مع جميع أفراد المتجمع.
2- تحديد مادة البحث والهدف منه.
3- توفير المراجع وإرشاد المجتمع إليها إلكترونيا في الموقع وإتاحة فرصة مناسبة.
4- وضع شروط للبحث ومعايير للتقويم.
5- الاهتمام بنوعية الجائزة ليكون حافزاً لاستمرار المجتمع في عملية البحث.
برامج مجالات البحث:
1-	الدراسات التأصيلية في التفسير وعلوم القرآن الكريم.
2-	التفسير الموضوعي كمعالج للقضايا المعاصرة.
3-	الدراسات المتعلقة بالقراءات.
4-	الدراسات المتعلقة بالتفسير وأصوله
5-	الدراسات المتعلقة بإعجاز القرآن.

## وصلات داخلية
- الإسلام.
- القرآن.
- السنة النبوية
- السعودية
- جامعة الإمام محمد بن سعود الإسلامية.